# 孫鍾
孫 鍾（そん しょう、生没年不詳）は、東晋の裴啓著『語林（裴子語林）』、南朝宋の皇族の劉義慶著『幽明録』、沈約の『宋書』、唐代の許嵩著『建康実録』、南宋の『異苑』、『読史方輿紀要』などに登場する後漢末の人物。三国時代の呉を建国した孫氏一門。孫羌・孫堅・孫静の父と記述されている。

## 概要
それによると、孫鍾は呉郡富春県（現在の浙江省杭州市富陽区）の瓜売りの商人であった。はやくから父を亡くして母とふたりで暮らしおり、親孝行であったという。ある年に凶作の飢饉の状況であり、彼は生き延びるために、瓜を植えてそれを売って生計を立てていた。
ある日に、彼の家の前にとつぜん三人の少年が現れて、瓜が欲しいとせがんだ。迷った孫鍾自身も生活が苦しいものの、潔く少年らに瓜を与えた。瓜を食べ終わった三人の少年はまとめて孫鍾に「付近の山の下に墓を作って、あなたが埋葬されれば、その子孫から帝王となる人物が出るだろう」と述べた。まもなく三人の少年は白鶴に乗っていずこかに去っていった。
歳月が流れて、孫鍾が亡くなると、かつて少年らが述べた付近の山の下に埋葬されたが、当地からたびたび光が見えて、五色の雲気が昇ったという。